# Kompaktni nakladalnik
Skidster, tudi Bobcat ali kompaktni nakladalnik je majhno vozilo z motorjem. Uporablja se v gradbeništvu in zemeljskih delih. Poleg žlice za nakladanje se na različne modele lahko namesti tudi druga orodja npr. plug, sveder za vrtanje (auger), metalnik snega, hidravlično udarno kladivo, betonski mešalec, ekskavatorsko žlico (backhoe) in drugo. Po navadi imajo kolesa, lahko pa tudi gosenice. Obrača se tako, da se kolesa (gosenice) na eni strani vrtijo v eno smer, na drugi pa v drugo.
Skidsterji so lahki, majhni, kompkatni za transportiranje in lahko operirajo kjer bi bili konvencionalni kopači preveliki. Tudi nabavna cena je precej manjša. 

## Proizvajalci skidsterjev
- Bobcat
- Terex
- Case
- Caterpillar
- Gehl Company
- Hyundai
- JCB
- JLG
- John Deere
- Komatsu
- LiuGong
- New Holland
- Volvo
- Wacker Neuson

- Bobcat z metalnikom snega
- Skidster z augerjem
- Oprema za kopanje jarkov
- Wacker Neuson skidster z augerjem